# Televisió experimental
Televisió experimental és el camp que estudia i aplica la creativitat audiovisual i artística en mitjans de la televisió. La televisió experimental crea nous mitjans amb un sistema operatiu propi i s'aplica a la creativitat i a l'experimentació per a desenvolupar tant el seu contingut com les seves formes en les quals es presentin aquests. Per tant, investiga altres llenguatges i formats possibles, i examina simultàniament els mitjans convencionals com de la televisió.
Com estructura que televisa, la TV experimental ha de respondre a la capacitat de la transformació permanent i del desenvolupament continu, tant conceptual com tècnic. Una estructura d'aquestes característiques pot produir i difondre el seu contingut dintre de l'ambient de la televisió, i la seva difusió està a través dels canals de la radiofreqüència que es poden rebre amb l'aparell de TV Domèstic. Es basa en la creativitat, la innovació i l'experimentació amb els temes relacionats amb la creació audiovisual, les activitats multidisciplinàries, les possibilitats d'interactivitat amb les audiències i els sintetitzadors del vídeo la diferència entre una televisió experimental i una televisió convencional comença amb no ser part de corporacions de la comunicació ni no basar els seus criteris en interessos comercials. Mentre que experimental la televisió també s'entén com història del desenvolupament tecnològic de les invencions relacionades amb la televisió dels seus orígens a avui que no han tingut èxit d'alguna manera com format estàndard com la televisió mecànica.